# راجنفال ألفريد روشر لوند
راجنفال ألفريد روشر لوند (بالنرويجية: Ragnvald Alfred Roscher Lund)‏ (و. 1899 – 1975 م) هو دبلوماسي، وضابط نرويجي، توفي عن عمر يناهز 76 عاماً، بسبب سرطان الحنجرة.